# Lira (cantora)

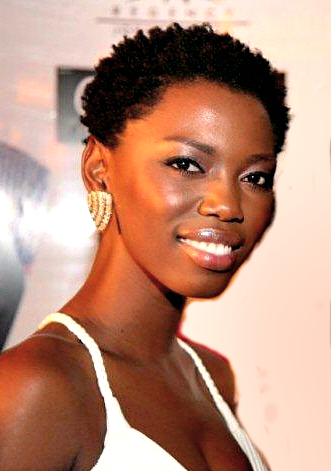
Lira (Lerato Moipone Molapo)

Lerato Moipone Molapo (nascida em 14 de março de 1979) é uma cantora sul-africana. O seu nome traduz-se como "amor" em Setswana e ela fala quatro línguas. Ela vendeu vários discos de platina e foi 11 vezes vencedora do South African Music Award; foi também vocalista do Afro-Soul, que se refere à sua música como "uma fusão de soul, funk, elementos de jazz e música africana".
Ela nasceu Lerato Molapo, filha de Buyi Radebe e Khanyapa Molapo Sr., em 14 de março de 1979. Em 9 de setembro de 2009, ela casou-se com o gerente Robin Kohl. Em julho de 2019, após um casamento de 9 anos, ela anunciou a sua separação.

## 35em
1. ↑  Joy Keys chats with South African Singer Lira 03/22 by Joy Keys. Blog Talk Radio (22 March 2011). Retrieved 25 January 2013.
2. ↑  «Lira and husband Robin Kohl announce separation. But later in 2019 at her concert told her fans that she's still a married woman and she made a shoutout to her husband for ensuringthat she's independent woman.». citizen. Consultado em 20 de abril de 2020